# Schloss Oberwerries

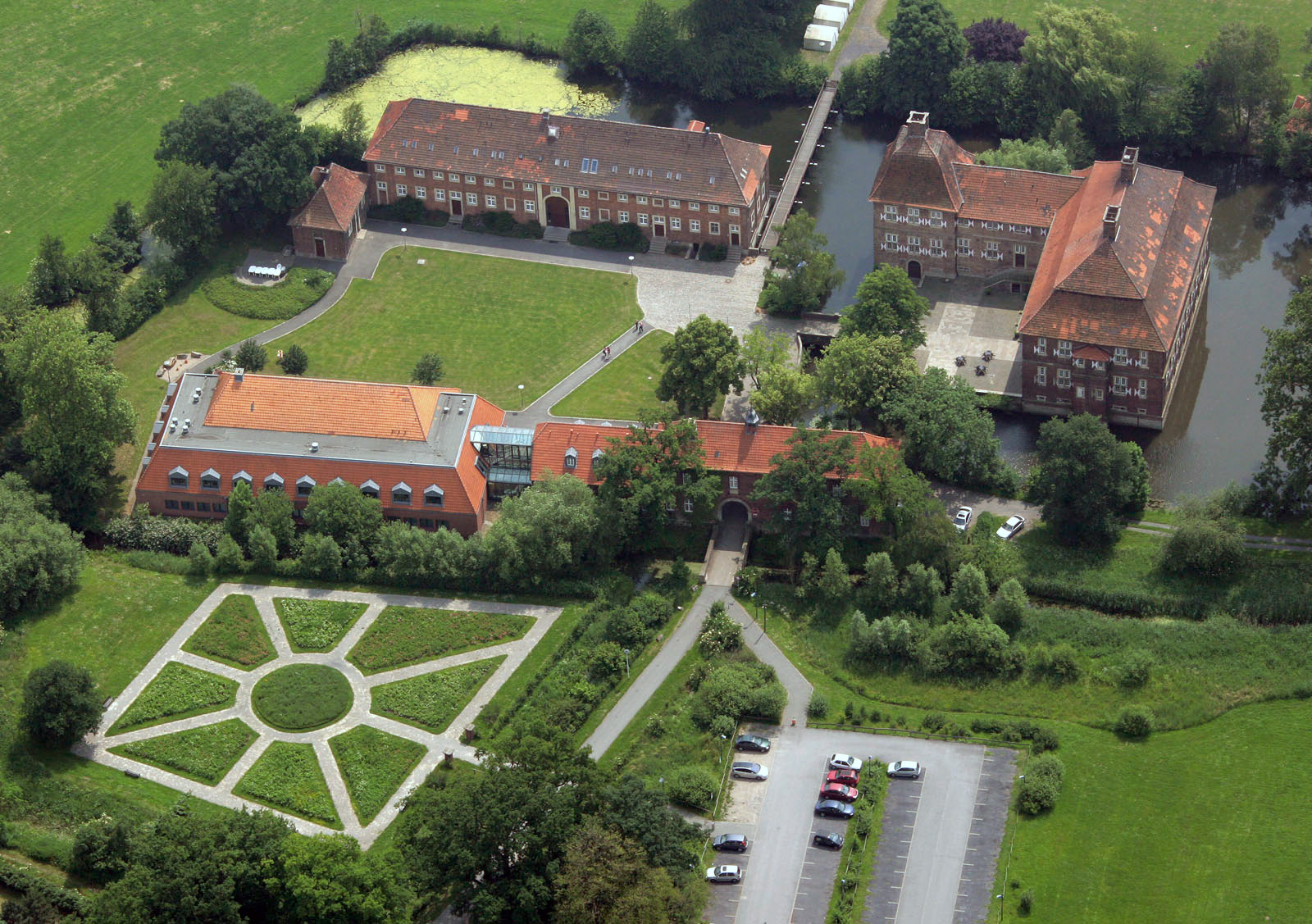
Luftbild der heutigen Schlossanlage

Das Schloss Oberwerries ist ein zweiflügeliges Wasserschloss in den Lippeauen des Hammer Stadtbezirks Hamm-Heessen. Es umfasst mehrere Gebäude, die im Laufe der Jahrhunderte zur heutigen Schlossanlage zusammengewachsen sind.

## Die Gebäude
Die Anlage aus Backsteinmauerwerk besteht aus einem zweiflügeligen Herrenhaus, dem östlich ein Marstall vorgelagert ist. Nördlich des Herrenhauses befindet sich ein Torhaus, dem sich im Norden ein kleiner barocker Garten anschließt.

### Herrenhaus

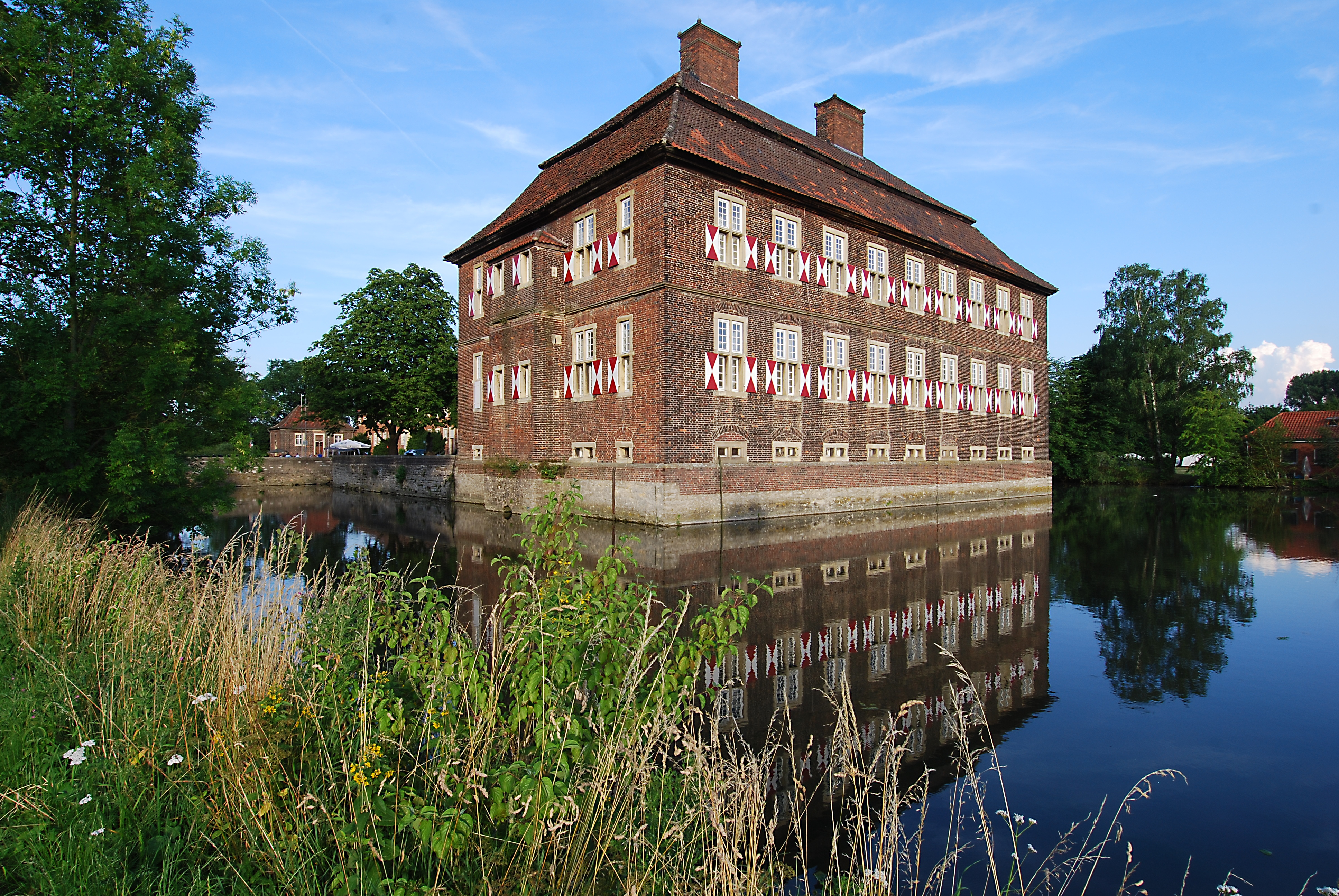
Herrenhaus des Schlosses

Das Herrenhaus besteht aus einem Hauptbau mit zwei Geschossen und einem sich daran südlich anschließenden, ebenfalls zweistöckigen Flügel, der jedoch schmaler und etwas niedriger als der Hauptbau ist. Dem Südflügel östlich vorgesetzt ist ein quadratischer Pavillonturm.
Die drei Baukörper des Herrenhauses besitzen Gurtgesimse und Fenstereinfassungen aus Baumberger Sandstein als gemeinsames architektonisches Element. Ihre Dachformen sind jedoch zum Teil verschieden. Während das Haupthaus und der Pavillonturm ein Mansarddach besitzen, ist der Südflügel von einem abgeknickten Steildach abgeschlossen.
Sowohl das Haupthaus als auch der südliche Flügel des Herrenhauses besitzen einen separaten Eingang, die jedoch beide über eine gemeinsame Freitreppenanlage erreichbar sind.

### Torhaus
Das Torhaus ist der älteste Teil der Anlage, wovon seine eisernen Maueranker mit der Jahreszahl 1667 zeugen. Im Gebäudeinneren befindet sich ein Kamin aus dem Jahr 1672. Aufgrund eines zugemauerten, jedoch immer noch sichtbaren, gotischen Spitzbogenfensters, das Bestandteil der ehemaligen Schlosskapelle war, gehen Bauhistoriker jedoch davon aus, dass der Torbau älter ist und 1667 lediglich erneuert und umgebaut wurde.

### Marstall
Östlich des Herrenhauses steht der sogenannte Marstall, der das jüngste Gebäude des Schlosses ist. Es handelt sich dabei um einen langgestreckten, rechteckigen Baukörper mit Fensterrahmungen aus Baumberger Sandstein, an dessen Ostseite ein ehemaliger Hundestall angrenzt.

## Geschichte

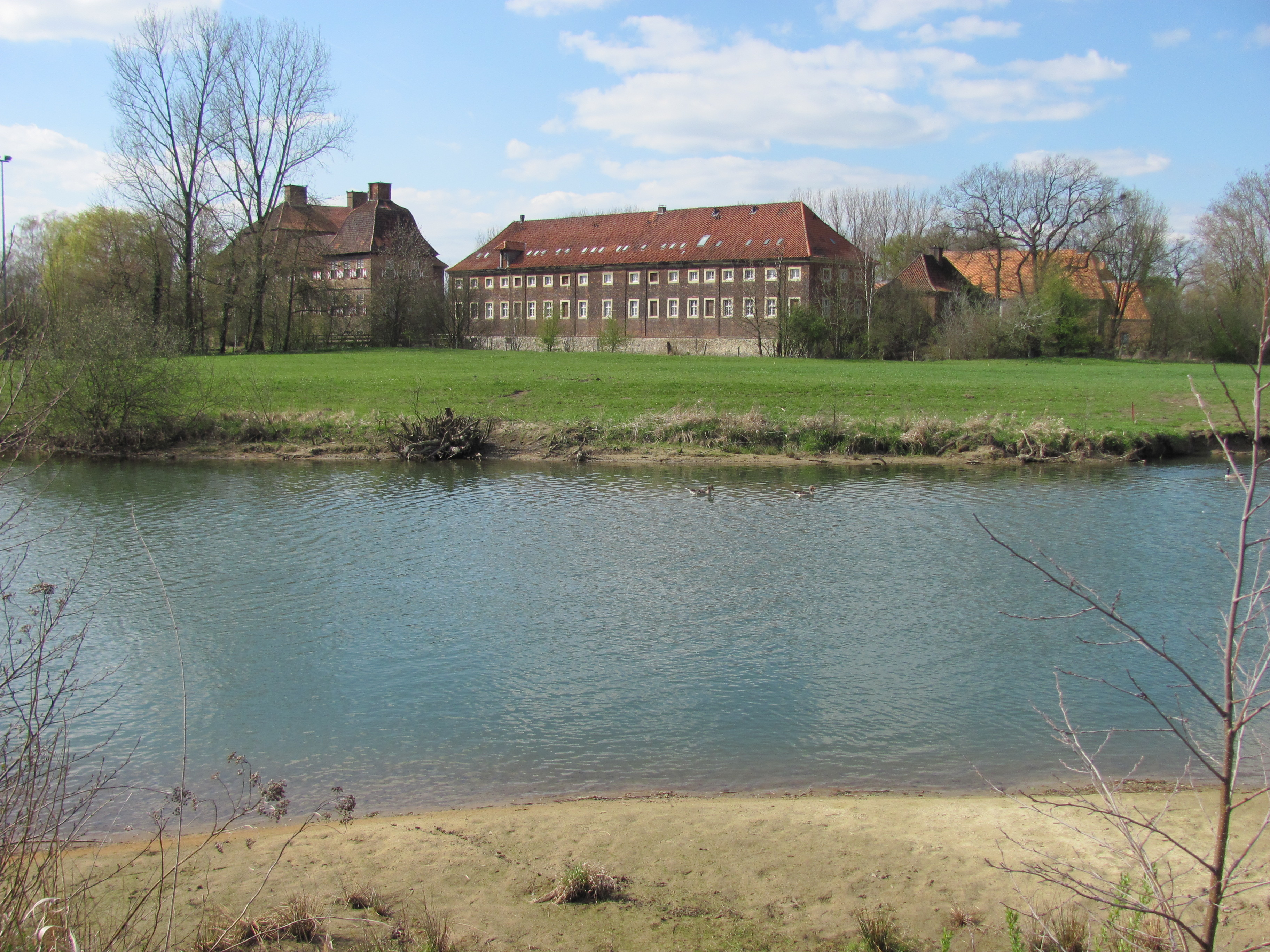
Schloss Oberwerries, von der Lippe aus gesehen

Die Lehnsherrschaft über die curtis in Werries, auf die sich die Häuser Unter- (bzw. Nieder-) und Oberwerries beiderseits der Lippe zurückführen lassen, lag bei dem limburgischen Zweig des Hauses Berg. Bereits 1284 wird eine Burg als Vorgängerbau des heutigen Schlosses im Lehnsregister der Grafen von Limburg-Styrum erwähnt. Dietrich von Limburg belehnte in diesem Jahr Engelbert von Herbern mit den von den Söhnen des Wessel genannt Kolve aufgelassenen Lehnsgütern zu Werries. Die wehrhafte Anlage diente zur Grenzsicherung des Münsterlandes.
Für die Zeit um 1400 findet sich ein Conrad von Herbern als Inhaber des Lehens. Nach dem Tode Hermanns, des letzten männlichen Namensträgers derer von Herbern, verkaufte dessen Mutter das nördlich der Lippe gelegene Oberwerries 1464 an Gerd von Beverförde aus der niederländischen Provinz Oberijssel. Südlich der Lippe befand sich zu dieser Zeit bereits ein zweites Anwesen, das flussabwärts gelegen war und deshalb Unter- bzw. Niederwerries genannt wurde. Die seit dem 15. Jahrhundert auf Niederwerries nachzuweisende Familie ist bereits hundert Jahre zuvor in diesem Raum bezeugt: 1322 verträgt sich Johann von Neheim mit Engelbert von Herbern wegen der Mühle in Werries. Die Neheims blieben bis in die erste Hälfte des 17. Jahrhunderts Herren des Gutes, dann jedoch kam es aufgrund gravierender Vermögensschwierigkeiten zum Konkurs ihrer Besitzungen.
Nachdem bereits 1616 das Neheimsche Haus zu Hamm über einen bürgerlichen Mittelsmann an die von Beverförde auf Oberwerries übergegangen war, erwarben diese 1677 auch den Burgsitz Unter- bzw. Niederwerries und vereinigten damit beide Häuser wieder in einer Hand. Der damalige Gutsherr auf Oberwerries hatte 1667 mit dem Neubau der Schlossanlage begonnen, den seine Witwe Ida von Plettenberg, eine Schwester des münsterschen Fürstbischofs Friedrich Christian von Plettenberg, 1684/92 vollenden ließ. Als Baumeister des neuen Herrenhauses, das auf den Fundamenten der alten Burg errichtet wurde, wird aufgrund von typischen Architekturelementen der Kapuziner Ambrosius von Oelde vermutet, nach dessen Vorlagen auch Schloss Ahaus und das Kapuzinerkloster Werne erbaut wurden.
Die Fertigstellung des Gebäudeensembles fand 1692 unter Freifrau Ida von Beverförde-Werries, geborene von Plettenberg, statt. Es besteht jedoch auch die Möglichkeit, dass die Bauarbeiten erst 1714 ihren Abschluss fanden, denn diese Jahreszahl findet sich an dem Gittergeländer der Freitreppen am Herrenhaus.
Idas Enkel, der preußische Kammerherr Friedrich Christian von Beverförde, genannt der tolle Werries, ließ in den Jahren 1730 bis 1735 auf dem Gelände der Vorburg das heutige Marstallsgebäude nach Plänen von Johann Conrad Schlaun errichten. Dabei lieferten die Reste des abgebrochenen Niederwerries das Baumaterial. Mit dem tollen Werries starb 1768 das letzte Mitglied der Familie von Beverförde. Schloss Oberwerries kam durch Erbgang an die Adelsfamilie Elverfeldt – Friedrich Christian hatte mit Friedrich Clemens von Elverfeldt den Sohn eines Vetters adoptiert und zum Erben gemacht. Dessen Nachkommen, die von Elverfeldt genannt von Beverfoerde zu Werries auf Schloss Loburg in Ostbevern, blieben Eigentümer des für die nächsten 160 Jahre unbewohnten und damit dem Verfall preisgegebenen Schlosses.
1942 veräußerte es der Freiherr Carl Maximilian Joseph von Elverfeldt genannt von Beverfoerde zu Werries an die Zeche Sachsen in Heessen, die es noch im gleichen Jahr an die Stadt Hamm weiterverkaufte. Diese ließ ab 1952 eine Bausicherung vornehmen und die Gebäude bis 1975 etappenweise restaurieren. Das Herrenhaus wurde zu einem Berufslandschulheim umgestaltet, während im Marstall seit 1956 das heutige Sport- und Qualifizierungszentrum des Westfälischen Turnerbundes samt seinem Archiv beheimatet ist. Die letzten Umbau- und Sanierungsmaßnahmen im Jahre 1975 dienten in erster Linie zum Einbau eines neuen Treppenhauses und der Wiederherstellung des Schlosskellers.
Heute dient Schloss Oberwerries als Bildungs- und Begegnungsstätte und als Veranstaltungsort repräsentativer Empfänge der Stadt Hamm. So fand dort vom 5. bis zum 7. September 1952 die Tagung statt, die zur Gründung des Verbandes deutscher Musikschulen führte. Im Pavillonturm gibt es zudem die Möglichkeit, sich standesamtlich trauen zu lassen.
Von alters her zum Kirchspiel Heessen zählend, war Oberwerries 1636 nach Dolberg eingepfarrt worden; erst die Gebietsreform von 1975 führte es wieder in den alten, inzwischen in Hamm aufgegangenen Gemeindeverband zurück.